# Jonny Brodzinski
Jonny Brodzinski (Ham Lake, Minnesota, 19 de junio de 1993) es un jugador profesional estadounidense de hockey sobre hielo que se desempeña en la posición de centro en New York Rangers, equipo de la National Hockey League (NHL).

## Carrera
Fue seleccionado en la quinta ronda en la NHL Entry Draft de 2013. En 2016 hizo su debut profesional con el equipo Los Angeles Kings, en el cual jugó tres temporadas (2016-2019), después pasó a San Jose Sharks (2019-2020), luego a New York Rangers, donde lleva jugando cuatro temporadas.